# Maglavit
Maglavit é uma comuna romena localizada no distrito de Dolj, na região de Oltênia. A comuna possui uma área de 80.00 km² e sua população era de 5455 habitantes segundo o censo de 2007.